# Frank Forberger
Frank Forberger   (Meissen, 5 de març de 1943 - Meissen, 30 de setembre de 1998) fou un remer alemany que va competir sota bandera de la República Democràtica Alemanya durant les dècades de 1960 i 1970.
Formant equip amb Frank Rühle, Dieter Grahn i Dieter Schubert no van perdre cap competició internacional entre 1966 i 1972. El 1968 va prendre part en els Jocs Olímpics d'Estiu de Ciutat de Mèxic, on guanyà la medalla d'or en la prova del quatre sense timoner del programa de rem. Quatre anys més tard, als Jocs de Múnic, revalidà la medalla d'or en la mateixa prova.
En el seu palmarès també destaquen dues medalles d'or al Campionat del Món de rem, el 1966 i 1970 i dues medalles d'or i una de plata al Campionat d'Europa de rem. A nivell nacional guanyà set campionats de l'Alemanya de l'Est, sis en el quatre sense timoner (1965 a 1968 i 1970 i 1971) i un el dos sense timoner (1969).
Un tumor cerebral li provocà la mort el 1998.